# Pyropelta
Pyropelta là một chi ốc biển nhỏ, động vật thân mềm chân bụng sống ở biển trong họ Pyropeltidae.

## Các loài
Các loài trong chi Pyropelta gồm có:
- Pyropelta bohlei
- Pyropelta corymba
- Pyropelta musaica
- Pyropelta oluae
- Pyropelta ryukyuensis
- Pyropelta sibuetae
- Pyropelta yamato